# Коси (Вишково)
Коси (хорв. Kosi) — населений пункт у Хорватії, у Приморсько-Горанській жупанії у складі громади Вишково.

## Населення
Населення за даними перепису 2011 року становило 808 осіб.
Динаміка чисельності населення поселення:

## Клімат
Середня річна температура становить 11,00 °C, середня максимальна – 23,31 °C, а середня мінімальна – -1,82 °C. Середня річна кількість опадів – 1449 мм.
| Клімат поселення                              | Клімат поселення | Клімат поселення | Клімат поселення | Клімат поселення | Клімат поселення | Клімат поселення | Клімат поселення | Клімат поселення | Клімат поселення | Клімат поселення | Клімат поселення | Клімат поселення | Клімат поселення |
| Показник                                      | Січ.             | Лют.             | Бер.             | Квіт.            | Трав.            | Черв.            | Лип.             | Серп.            | Вер.             | Жовт.            | Лист.            | Груд.            |                  |
| Середній максимум, °C                         | 7,86             | 8,31             | 10,80            | 14,96            | 18,81            | 22,62            | 23,31            | 23,23            | 19,16            | 15,00            | 9,90             | 7,49             |                  |
| Середня температура, °C                       | 3,02             | 3,46             | 5,95             | 10,13            | 13,96            | 17,77            | 19,93            | 19,85            | 15,78            | 11,62            | 6,53             | 4,09             |                  |
| Середній мінімум, °C                          | −1,82            | −1,38            | 1,10             | 5,27             | 9,10             | 12,93            | 16,54            | 16,44            | 12,40            | 8,24             | 3,14             | 0,72             |                  |
| Норма опадів, мм                              | 111              | 92               | 107              | 113              | 99               | 121              | 82               | 105              | 132              | 167              | 176              | 144              |                  |
| Середньомісячна швидкість вітру, м/с          | 2.90             | 3.07             | 3.11             | 2.96             | 2.68             | 2.57             | 2.50             | 2.57             | 2.65             | 2.95             | 3.16             | 3.12             |                  |
| Середньомісячна сонячна радіація, кДж/м²·день | 4411             | 7309             | 10403            | 14754            | 18899            | 20505            | 21724            | 18512            | 13591            | 8908             | 4782             | 3697             |                  |
| --------------------------------------------- | ---------------- | ---------------- | ---------------- | ---------------- | ---------------- | ---------------- | ---------------- | ---------------- | ---------------- | ---------------- | ---------------- | ---------------- | ---------------- |
| Джерело:                                      |                  |                  |                  |                  |                  |                  |                  |                  |                  |                  |                  |                  |                  |